# Jubilate Deo in Es
Jubilate Deo in Es is een compositie van Benjamin Britten. Het werk is geschreven als aanvulling op zijn Te Deum van 1934. Britten componeerde dit jubilate terwijl hij nog met zijn Te Deum bezig was. Beide werken waren bestemd voor Maurice Vinden (dirigent) en het Koor van de St Mark’s, North Audley Street in Londen. Het Te Deum werd wel uitgevoerd in 1935; de Jubilate Deo in Es moest wachten tot 1984 (de componist overleed in 1976).
De tekst uit Psalm 100 moet worden uitgevoerd door een
- koor bestaande uit sopranen, alten, tenoren en baritons;
- orgel.

## Discografie
- Uitgave Chandos: Finzi Singers o.l.v. Paul Spicer, opnamen 1996